# ディック・ヴァン・ダイク
ディック・ヴァン・ダイク（Dick Van Dyke, 本名：Richard Wayne Van Dyke, 1925年12月13日 ‐ ）は、アメリカ合衆国ミズーリ州ウエストプレーンズ出身の俳優、脚本家、映画製作者である。
弟は俳優のジェリー・ヴァン・ダイク。息子は俳優のバリー・ヴァン・ダイク。

## 経歴
1925年12月13日、速記者の母とセールスマンの父の息子としてミズーリ州ウエストプレーンズに生まれる。アメリカ空軍のパイロットになりたがったが重量不足で叶わず、軍のラジオアナウンサーとして働いた。ブロードウェイでの舞台経験などを経たのち、1960年代初頭からCBSのシチュエーション・コメディ『ザ・ディック・ヴァン・ダイク・ショー』で人気を集め、さらに映画俳優としても知名度が上がり、軽妙なキャラクターでコメディやミュージカルなどのジャンルで親しまれる。
1964年に公開された『メリー・ポピンズ』には、ウォルト・ディズニー自らヴァン・ダイクに声を掛けたことで出演が決まった。テレビジョン・アカデミーのインタビューでは、「（ディズニーは）『アンクル・ウォルト（ウォルトおじさん）』と皆に呼ばれ親しまれ、尊敬されていた」「自分もそんなウォルトおじさんの映画に出演することが夢だった」と語っている。映画の出演を依頼された時は、ディズニー自身がストーリーボードを見せてくれたり、シャーマン兄弟に引き合わせ、映画で使うオリジナルの曲も聴かせてくれたという。『メリー・ポピンズ』で演じたバート役は当たり役となり、同年の『何という行き方!』や翌年の『恋するパリジェンヌ』での演技も評価され、一躍、名バイプレイヤーとなった。
もともとはダンサーではなく、プロのダンストレーニングは受けたことがなかったが、「『メリー・ポピンズ』に出演することに備えて、本格的なダンスのレッスンとイギリス英語のレッスンをこの機会に始めた」と後のインタビューで述懐している。「あなたが映画で話していたイギリスアクセントはイギリス英語らしくない」としばしば指摘を受けることについては、「コックニーを習得するためにある先生についたが、その先生が実はアイルランド人だったからその人のせいだ」と冗談げに話している。
1968年の主演作『チキ・チキ・バン・バン』での存在感で日本でも顔が知られるようになった。『メリー・ポピンズ』と『チキ・チキ・バン・バン』に出演したことにより、アメリカ合衆国の芸能界やお茶の間でもヴァン・ダイクのファンだと公言する人は少なくない。1970年代以降はテレビ番組を中心に活動するようになり、映画への出演は急減した。ただし、1993年からスタートしたテレビドラマ『Dr.マーク・スローン』シリーズに出演し、レギュラー版以外にもスペシャル版を製作されるなどして、アメリカ合衆国以外でもさらに馴染み深い存在となった。
その他の代表作には『タバコのなくなる日』『天国から来たジャズマン』などがある。往時はスマートながらも滑稽なキャラクターのイメージが定着していたが、1970年代以降になると白髪と髭をトレードマークに、渋味のある大人の魅力を醸している。
2013年に公開された映画『ウォルト・ディズニーの約束』のプレミアにはジュリー・アンドリュースと参加し、映画の宣伝と応援を行った。この物語に出てくる人物やキャストの感想などを『TMZ』のインタビューで問われた際は、「トム・ハンクスをウォルト・ディズニー役に抜擢したのは良い選択だったと思う」と答えている。劇中にも登場した原作者のパメラ・トラバースについて聞かれると、当時の『メリー・ポピンズ』の製作時を振り返り、「彼女は『メリー・ポピンズ』の映画化に大反対で、実現するのに20年もかかった。ジュリーのことも僕のことも嫌いだったし」と語った。
2018年、『メリー・ポピンズ』の54年ぶりの続編『メリー・ポピンズ リターンズ』に、前作で演じたミスター・ドース・シニアの息子であるミスター・ドース・ジュニア役で出演した。撮影時点で91歳だったにもかかわらず、劇中では往時を彷彿とさせるタップダンスも披露している。
2024年6月にはテレビドラマ『デイズ・オブ・アワ・ライブス』での演技により、第51回デイタイム・エミー賞ドラマ部門のゲスト賞を受賞した。98歳での受賞はデイタイム・エミー賞史上、最高齢の記録となった。

## 人物
- 身長は185cm。
- 夫婦でアルコール使用障害だったが、1970年代に克服した。しかしその最初の妻とは長い別居の後、1984年に離婚している。
- 最初の妻と婚姻関係にあった1976年からリー・マーヴィンの愛人だったミシェル・トリオラと同棲していた。最初の妻との離婚成立後、正式には結婚しなかったものの、トリオラが2009年に亡くなるまで事実婚の関係にあった。
- 弟のジェリー、息子のバリー、孫のシェーンも俳優である。バリーは「新エアーウルフ 復讐編」のセント・ジョン・ホーク役で知られる。
- 2001年7月26日に曾孫が生まれ、曾祖父になった。
- 2012年に46歳年下のメイクアップアーティストであるアーリーン・シルヴァーと結婚した。
- 2013年、愛車のジャガーで走行中に車が炎上したが、無傷で救出された。
- ジュリー・アンドリュースとは現在も良き友人として付き合っている。
- ニューディール派の民主党員であるため、1970年代以降は積極的に政治に関与していなかったが、2016年アメリカ合衆国大統領民主党予備選挙では「理想的な候補」としてバーニー・サンダースを支援した。

## 主な出演作品

### 映画
- バイ・バイ・バーディー Bye Bye Birdie (1963)
- 何という行き方! What a Way to Go! (1964)
- メリー・ポピンズ Mary Poppins (1964)
- 恋するパリジェンヌ The Art of Love  (1965)
- 南海征服 Lt. Robin Crusoe, U.S.N.  (1966)
- ニューヨーク泥棒結社 Fitzwilly (1967)
- 怪盗大旋風 Never a Dull Moment  (1968)
- チキ・チキ・バン・バン Chitty Chitty Bang Bang (1968)
- レモンのゆううつ Some Kind of a Nut  (1969)
- タバコのなくなる日 Cold Turkey  (1971)
- ドロップアウト・パパ Drop-Out Father  (1982)
- 天国から来たジャズマン Ghost of a Chance (1987)
- ディック・トレイシー Dick Tracy (1990)
- おさるのジョージ Curious George (2006) - 声の出演
- ナイト ミュージアム Night at the Museum (2007)
- ナイト ミュージアム/エジプト王の秘密 Night at the Museum: Secret of the Tomb (2014)
- メリー・ポピンズ リターンズ Mary Poppins Returns (2018)

### テレビシリーズ
- 刑事コロンボ/逆転の構図 Columbo: Negative Reaction (1974)
- Dr.マーク・スローン Diagnosis Murder (1993-2001)
- サブリナ Sabrina the Teenage Witch (2000)
- Scrubs〜恋のお騒がせ病棟 Scrubs (2003)
- ミッキーマウス クラブハウス Mickey Mouse Clubhouse (2014) - 声の出演